# Стівен Гікман
Стівен Гікман (англ. Stephen Hickman; 9 квітня 1949 — 16 липня 2021) — американський художник, ілюстратор, скульптор і письменник.

## Життєпис
Син Джона та Мері Лі Гікманів, через професію батька-дипломата в юності Стівен багато подорожував:  жив у Манілі та Карачі, Техасі та Аризоні, а потім повернувся до Вашингтона, в Александрію у Вірджинії. Там він навчався у Школі мистецтв Френсіса Гаммонда, а потім у Річмондському професійному інституті.
Професійна кар'єра Гікмана розпочалася в 1972 році, коли він отримав роботу над створенням дизайну футболок для Shirt Explosion у Ланемі, штат Меріленд. Гікмен отримав практично необмежену творчу свободу.
У 1974 році він почав займатися книжковою ілюстрацією, коли Ніл Адамс із Continuity Studios познайомив Гікмана з Чарльзом Волпе, художнім редактором Ace Books. Вольпе купив права на друк предметів із портфоліо Гікмана, а пізніше замовив картини, які були використані для перевидання подвійних тузів із серії «Класика наукової фантастики». Потім Хікман став штатним художником. Його найвидатнішою роботою є «Космічні фантастичні марки», серія науково-фантастичних і фантастичних поштових марок, виготовлених для Поштової служби Сполучених Штатів. Ці марки являють собою серію з п'яти сцен, які зображують космічну подорож.

## Нагороди
- Премія Г'юго 1994 року за найкращий оригінальний твір мистецтва[6][8]
- Шість нагород Чеслі[6]